# Peter Mičic
Peter Mičic (* 30. dubna 1986 v Púchově) je slovenský fotbalový obránce, aktuálně působí v klubu MFK Lokomotíva Zvolen.

## Fotbalová kariéra
Svou fotbalovou kariéru začal v FK Púchov. Mezi jeho další angažmá patří: FK Dukla Praha, KS Polkowice, FC Nitra a Lokomotíva Zvolen.